# BMW F25
BMW F25 (eller BMW X3) är en SUV, tillverkad av den tyska biltillverkaren BMW mellan 2010 och 2017.

## Motor
| Modell        | Årsmodell | Motor                    | Cylindervolym | Effekt | Bränslesystem            |
| ------------- | --------- | ------------------------ | ------------- | ------ | ------------------------ |
| X3 sDrive 18d | 2013-14   | N47: 4-cyl radmotor DOHC | 1995 cm³      | 143 hk | Common rail turbodiesel  |
| X3 xDrive 18d | 2015-17   | B47: 4-cyl radmotor DOHC | 1995 cm³      | 150 hk | Common rail turbodiesel  |
| X3 xDrive 20d | 2011-14   | N47: 4-cyl radmotor DOHC | 1995 cm³      | 184 hk | Common rail turbodiesel  |
| X3 xDrive 20d | 2015-17   | B47: 4-cyl radmotor DOHC | 1995 cm³      | 190 hk | Common rail turbodiesel  |
| X3 xDrive 30d | 2011-17   | N57: 6-cyl radmotor DOHC | 2993 cm³      | 258 hk | Common rail turbodiesel  |
| X3 xDrive 35d | 2012-17   | N57: 6-cyl radmotor DOHC | 2993 cm³      | 313 hk | Common rail turbodiesel  |
| X3 xDrive 20i | 2012-17   | N20: 4-cyl radmotor DOHC | 1997 cm³      | 184 hk | Direktinsprutning, turbo |
| X3 xDrive 28i | 2011-12   | N52: 6-cyl radmotor DOHC | 2996 cm³      | 258 hk | Direktinsprutning        |
| X3 xDrive 28i | 2012-17   | N20: 4-cyl radmotor DOHC | 1997 cm³      | 245 hk | Direktinsprutning, turbo |
| X3 xDrive 35i | 2011-17   | N55: 6-cyl radmotor DOHC | 2979 cm³      | 306 hk | Direktinsprutning, turbo |